# Temporada 1996 de la CART IndyCar World Series
La temporada 1996 de la PPG CART World Series fue la decimoctava temporada de la Championship Auto Racing Teams y siendo también parte del Campeonato de Monoplazas de Estados Unidos, se corrieron 16 carreras, iniciando el 3 de marzo en Homestead, Florida, y terminando el 8 de septiembre en Fontana, California. El campeón del CART IndyCar World Series fue para el piloto estadounidense Jimmy Vasser. El destacado novato de la temporada fue Alex Zanardi.

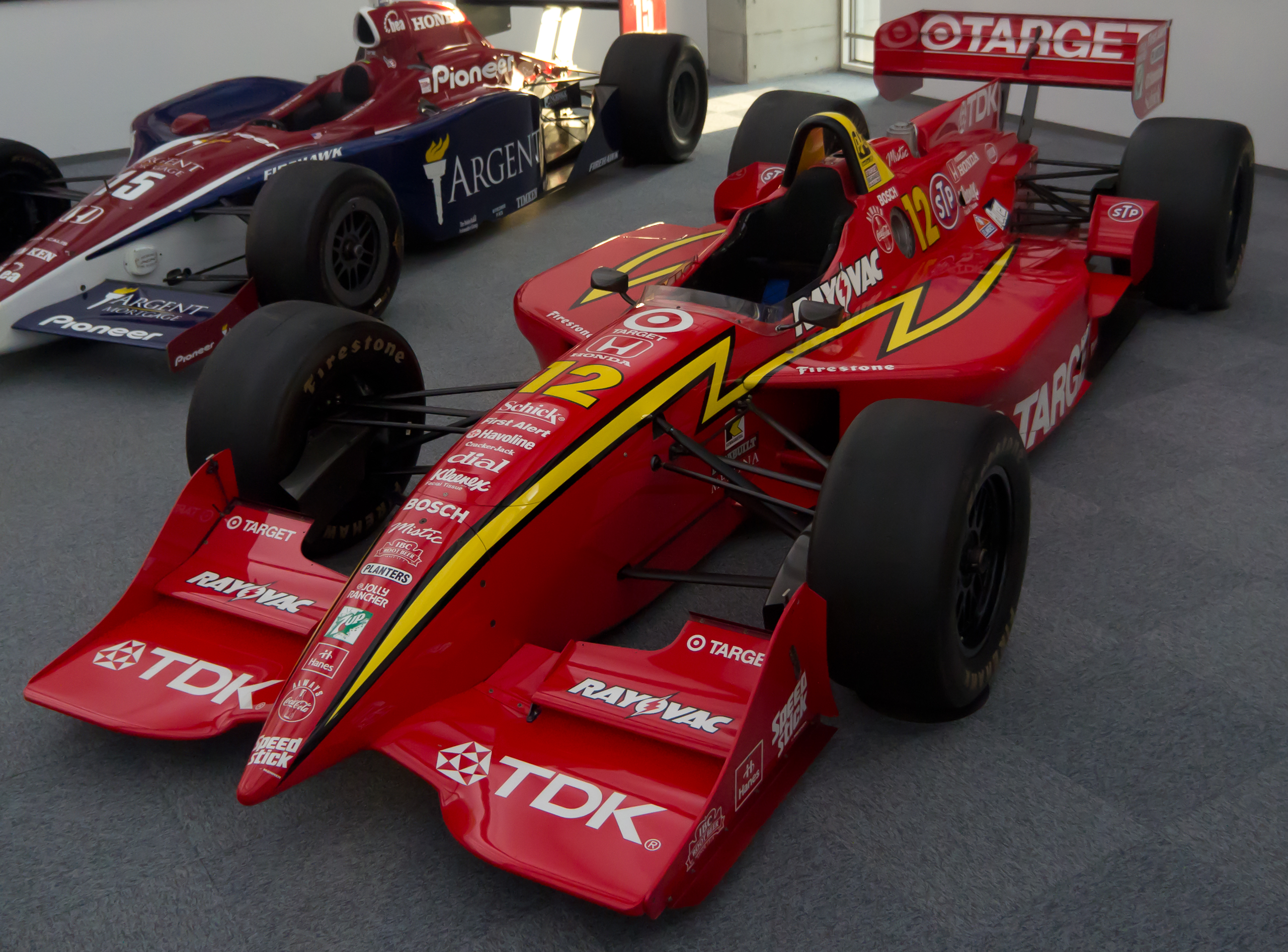
El piloto estadounidense Jimmy Vasser, se adjudicó el título de la Championship Auto Racing Teams de la temporada 1997, la foto muestra el coche #12 que le condujo a su victoria de campeonato.

## Desarrollo de la temporada
Esta temporada se caracterizó por ser la primera en no volver a albergar la más prestigiosa competencia norteamericana en muchos años, las 500 millas de Indianápolis (algo que no ocurría entre 1981 y 1982, que en ese entonces había sido por diferencias con la USAC), tras la ruptura con los organizadores de la carrera producto de diferencias sobre las medidas relacionadas con la reducción de la participación de pilotos estadounidenses y el conflicto del aumento en el calendario de circuitos y la reducción de los óvalos y la inclusión de nuevas pruebas fuera del calendario estadounidense, por lo que fue el primer año de CART sin las míticas Indy 500 y el último año que CART licenciaba la marca "IndyCar" tras la ausencia del Indianapolis Motor Speedway en el calendario. La Indy 500 fue sustituida en la serie por la USA 500, celebrada en Brooklyn, Míchigan, A su vez, los organizadores de la Indy 500 fundaron una serie paralela, la Indy Racing League (IRL).

## Pilotos y equipos
| Equipo                        | Chasis       | Motor            | Neum. | Núm. | Piloto(s)                                | Patrocinador            | Notas |
| All American Racers           | Eagle MK-V   | Toyota           | G     | 36   | Juan Manuel Fangio II                    | Castrol                 | |
| All American Racers           | Eagle MK-V   | Toyota           | G     | 98   | P.J. Jones                               | Castrol                 | |
| Arciero-Wells Racing          | Reynard 96I  | Toyota           | F     | 25   | Jeff Krosnoff (R) Max Papis              | MCI                     | Jeff Krosnoff tuvo accidente fatal en Toronto                                                                             |
| Bettenhausen Racing           | Reynard 96I  | Mercedes IC 108C | G     | 16   | Stefan Johansson                         | Alumax                  | |
| Bettenhausen Racing           | Penske PC-25 | Mercedes IC 108C | G     | 26   | Gary Bettenhausen                        | Alumax                  | Solo estuvo compitiendo en las USA 500 de Míchigan                                                                        |
| Brahma Sports Team Team Green | Reynard 96I  | Ford Cosworth    | G     | 1    | Raul Boesel                              | Brahma                  | |
| Comptech Racing               | Reynard 96I  | Honda            | F     | 49   | Parker Johnstone                         | Motorola                | |
| Della Penna Motorsports       | Lola T96/00  | Ford Cosworth    | G     | 44   | Richie Hearn                             | Food 4 Less             | Rondas de Long Beach, Toronto, Laguna Seca                                                                                |
| Dick Simon Racing             | Lola T96/00  | Ford Cosworth    | G     | 7    | Marco Greco Eliseo Salazar               | Cristal; Mobil 1; Copec | Rondas de Miami, Rio Rondas de Milwaukee, Portland y Michigan 500                                                         |
| Dick Simon Racing             | Lola T96/00  | Ford Cosworth    | G     | 22   | Carlos Guerrero Michel Jourdain Jr.      | Herdez                  | Rondas Miami, Rio, Australia y Michigan 500 Rondas deMilwaukee, Detroit y Portland                                        |
| Forsythe Racing               | Reynard 96I  | Ford Cosworth    | F     | 99   | Greg Moore (R)                           | Player's                | |
| Galles Racing                 | Lola T96/00  | Mercedes IC 108C | G     | 10   | Eddie Lawson Davy Jones                  | Delco Electronics       | Jones probó su segunda carrera en Míchigan                                                                                |
| Hogan-Penske                  | Penske PC-25 | Mercedes IC 108C | G     | 9    | Emerson Fittipaldi Jan Magnussen         | Marlboro/Mobil 1        | Emerson Fittipaldi se retiró tras su carrera en Míchigan                                                                  |
| Jim Hall Racing               | Reynard 96I  | Honda            | G     | 8    | Gil de Ferran                            | Pennzoil                | |
| Marlboro Team Penske          | Penske PC-25 | Mercedes IC 108C | G     | 2    | Al Unser Jr.                             | Marlboro                | |
| Marlboro Team Penske          | Penske PC-25 | Mercedes IC 108C | G     | 3    | Paul Tracy                               | Marlboro                | |
| Newman/Haas Racing            | Lola T96/00  | Ford Cosworth    | G     | 6    | Michael Andretti                         | Texaco/Kmart            | |
| Newman/Haas Racing            | Lola T96/00  | Ford Cosworth    | G     | 11   | Christian Fittipaldi                     | Budweiser/Kmart         | |
| PacWest Racing                | Reynard 96I  | Ford Cosworth    | G     | 17   | Maurício Gugelmin                        | Cigarrillos Hollywood   | |
| PacWest Racing                | Reynard 96I  | Ford Cosworth    | G     | 21   | Mark Blundell (R) Teo Fabi               | VISA                    | Fabi completó las rondas del campeonato tras un Mark Blundell lesionado producto de un accidente en Long Beach y Nazareth |
| Patrick Racing                | Lola T96/00  | Ford Cosworth    | F     | 20   | Scott Pruett                             | Firestone Tires         | |
| Payton/Coyne Racing           | Lola T96/00  | Ford Cosworth    | F     | 19   | Hiro Matsushita                          | Panasonic               | |
| Payton/Coyne Racing           | Lola T96/00  | Ford Cosworth    | G     | 34   | Roberto Moreno                           | MiJack                  | |
| Project Indy                  | Reynard 96I  | Ford Cosworth    | G     | 64   | Dennis Vitolo                            | SmithKline Beecham      | |
| Target Ganassi Racing         | Reynard 96I  | Honda            | F     | 4    | Alex Zanardi (R)                         | Target                  | |
| Target Ganassi Racing         | Reynard 96I  | Honda            | F     | 12   | Jimmy Vasser                             | Target                  | |
| Tasman Motorsports            | Lola T96/00  | Honda            | F     | 31   | André Ribeiro                            | LCI International       | |
| Tasman Motorsports            | Lola T96/00  | Honda            | F     | 32   | Adrián Fernández                         | Tecate                  | |
| Team Rahal                    | Reynard 96I  | Mercedes IC 108C | G     | 18   | Bobby Rahal                              | Miller                  | |
| Team Rahal                    | Reynard 96I  | Mercedes IC 108C | G     | 28   | Bryan Herta                              | Shell                   | |
| Walker Racing                 | Reynard 96I  | Ford Cosworth    | G     | 5    | Robby Gordon                             | Valvoline               | |
| Walker Racing                 | Reynard 96I  | Ford Cosworth    | G     | 15   | Fredrik Ekblom Scott Goodyear Mike Groff | Valvoline               | Calendario limitado |

## Resultados de la temporada

### Calendario y resultados
| Rond. | Competencia                                               | Circuito                                      | Localización                            | Fecha           | Pole position | Vuel. rap.           | Ganador          | Equipo ganador             |
| ----- | --------------------------------------------------------- | --------------------------------------------- | --------------------------------------- | --------------- | ------------- | -------------------- | ---------------- | -------------------------- |
| 1     | Marlboro Gran Premio de Miami Presentado por Toyota       | Homestead-Miami Speedway                      | Homestead, Florida                      | 3 de marzo      | Paul Tracy    | Greg Moore           | Jimmy Vasser     | Target Chip Ganassi Racing |
| 2     | IndyCar Rio 400                                           | Autódromo de Jacarepaguá (Óvalo)              | Río de Janeiro, Brasil                  | 17 de marzo     | Alex Zanardi  | Gil de Ferran        | André Ribeiro    | Tasman Motorsports         |
| 3     | IndyCar Gran Premio de Australia                          | Circuito callejero de Surfers Paradise        | Surfers Paradise, Queensland, Australia | 31 de marzo     | Jimmy Vasser  | Jimmy Vasser         | Jimmy Vasser     | Target Chip Ganassi Racing |
| 4     | Toyota Gran Premio de Long Beach                          | Circuito callejero de Long Beach              | Long Beach, California                  | 13 de abril     | Gil de Ferran | Paul Tracy           | Jimmy Vasser     | Target Chip Ganassi Racing |
| 5     | Bosch Spark Plug Gran Premio de Nazareth                  | Nazareth Speedway                             | Nazareth, Pennsylvania                  | 28 de abril     | Paul Tracy    | Emerson Fittipaldi   | Michael Andretti | Newman/Haas Racing         |
| 6     | USA 500 de Míchigan                                       | Michigan International Speedway               | Brooklyn, Míchigan                      | 26 de mayo      | Jimmy Vasser  | Alex Zanardi         | Jimmy Vasser     | Target Chip Ganassi        |
| 7     | Miller Genuine Draft 200 Millas de Milwaukee              | Milwaukee Mile                                | West Allis, Wisconsin                   | 2 de junio      | Paul Tracy    | Paul Tracy           | Michael Andretti | Newman/Haas Racing         |
| 8     | ITT Automotive Gran Premio de Detroit                     | Circuito callejero de Belle Isle Park         | Detroit, Míchigan                       | 9 de junio      | Scott Pruett  | Christian Fittipaldi | Michael Andretti | Newman/Haas Racing         |
| 9     | Budweiser/G. I. Joe's 200 Gran Premio de Portland         | Portland International Raceway                | Portland, Oregón                        | 23 de junio     | Alex Zanardi  | Alex Zanardi         | Alex Zanardi     | Target Chip Ganassi        |
| 10    | Medic Drug Gran Premio de Cleveland                       | Circuito de Cleveland Burke Lakefront Airport | Cleveland, Ohio                         | 30 de Junio     | Jimmy Vasser  | Desconocido          | Gil de Ferran    | Jim Hall Racing            |
| 11    | Molson Indy Toronto                                       | Circuito callejero de Exhibition Place        | Toronto, Ontario                        | 14 de julio     | André Ribeiro | Alex Zanardi         | Adrián Fernández | Tasman Motorsports         |
| 12    | Marlboro 500 de Míchigan                                  | Michigan International Speedway               | Brooklyn, Míchigan                      | 28 de julio     | Jimmy Vasser  | Adrián Fernández     | André Ribeiro    | Tasman Motorsports         |
| 13    | Miller 200 de Ohio                                        | Mid-Ohio Sports Car Course                    | Lexington, Ohio                         | 11 de agosto    | Alex Zanardi  | Alex Zanardi         | Alex Zanardi     | Target Chip Ganassi        |
| 14    | Texaco/Havoline 200 millas al Gran Premio de Road America | Road America                                  | Elkhart Lake, Wisconsin                 | 18 de agosto    | Alex Zanardi  | Paul Tracy           | Michael Andretti | Newman/Haas Racing         |
| 15    | Molson Indy Vancouver                                     | Circuito Callejero de Vancouver               | Vancouver, Columbia Británica           | 1 de septiembre | Alex Zanardi  | Alex Zanardi         | Michael Andretti | Newman/Haas Racing         |
| 16    | Honda Gran Premio de Monterey                             | Mazda Raceway Laguna Seca                     | Monterey, California                    | 8 de septiembre | Alex Zanardi  | Alex Zanardi         | Alex Zanardi     | Target Chip Ganassi        |

     Óvalo
     Circuito

#### Nota
- La carrera de las 500 millas de Indianápolis fue reemplazada en su lugar por una fecha adicional en el Michigan International Speedway cuya competencia fue reemplazada por la USA 500, la fecha se corrió al amparo de la misma carrera de la Indy 500, sin embargo, CART conservó en el calendario la misma pista para continuar la competencia de la Marlboro 500 el 28 de julio, pero al siguiente año la USA 500 se asoció al patrocinio de Marlboro en dicho trazado, por la que la doble fecha en Míchigan quedó reducida a una carrera, la fecha de reemplazo para la segunda carrera fue la inclusión del óvalo de Madison al año siguiente.

### Estadísticas finales
| Pos. | Piloto                | MIA | RIO | SUR | LBH | NAZ | USA 500 | MIL | DET | POR | CLE | TOR   | MIC | MDO | ROA | VAN | LAG | Puntos |
| ---- | --------------------- | --- | --- | --- | --- | --- | ------- | --- | --- | --- | --- | ----- | --- | --- | --- | --- | --- | ------ |
| 1    | Jimmy Vasser          | 1   | 8   | 1*  | 1   | 7   | 1       | 10  | 12  | 13  | 10  | 8     | 9   | 2   | 6   | 7   | 4   | 154    |
| 2    | Michael Andretti      | 9   | 22  | 19  | 7   | 1*  | 23      | 1   | 1   | 11  | 19  | 22    | 22  | 3   | 1   | 1*  | 9   | 132    |
| 3    | Alex Zanardi          | 24  | 4*  | 21  | 24  | 13  | 17*     | 13  | 11  | 1*  | 2   | 2*    | 21  | 1*  | 3   | 26  | 1*  | 132    |
| 4    | Al Unser Jr.          | 8   | 2   | 9   | 3   | 3   | 8       | 2*  | 22  | 4   | 4   | 13    | 4   | 13  | 10* | 5   | 16  | 125    |
| 5    | Christian Fittipaldi  | 6   | 5   | 5   | 21  | 9   | 12      | 6   | 2*  | 3   | 7   | 7     | 10  | 7   | 16  | 3   | 10  | 110    |
| 6    | Gil de Ferran         | 2   | 10  | 11  | 5*  | 23  | 9       | 9   | 3   | 2   | 1*  | 18    | 19  | 17  | 25  | 4   | 25  | 104    |
| 7    | Bobby Rahal           | 5   | 6   | 20  | 14  | 6   | 19      | 7   | 21  | 6   | 15  | 3     | 24  | 5   | 2   | 2   | 7   | 102    |
| 8    | Bryan Herta           | 10  | 13  | 17  | 12  | 11  | 15      | 14  | 13  | 26  | 5   | 6     | 2   | 4   | 5   | 6   | 2   | 86     |
| 9    | Greg Moore            | 7   | 18  | 3   | 22  | 2   | 13      | 5   | 20  | 25  | 3   | 4     | 17  | 9   | 23  | 25  | 6   | 84     |
| 10   | Scott Pruett          | 4   | 3   | 2   | 11  | 8   | 26      | 12  | 10  | 23  | 8   | 10    | 13  | 21  | 7   | 20  | 3   | 82     |
| 11   | André Ribeiro         | 16  | 1   | 8   | 27  | 12  | 4       | 8   | 24  | 7   | 20  | 21    | 1*  | 8   | 19  | 21  | 19  | 76     |
| 12   | Adrián Fernández      | 11  | 14  | 23  | 6   | 10  | DNS     | 11  | 4   | 12  | 6   | 1     | 20  | 6   | 13  | 8   | 11  | 71     |
| 13   | Paul Tracy            | 23* | 19  | 22  | 4   | 5   | 7       | 3   | 17  | 27  | 9   | 5     | DNS |     | 12  | 18  | 29  | 60     |
| 14   | Maurício Gugelmin     | 26  | 25  | 4   | 15  | 15  | 2       | 15  | 16  | 16  | 21  | 12    | 3   | 26  | 21  | 24  | 5   | 53     |
| 15   | Stefan Johansson      | 19  | 23  | 6   | 19  | 19  | 16      | 27  | 7   | 9   | 12  | 17    | 5   | 11  | 4   | 17  | 21  | 43     |
| 16   | Mark Blundell         | 17  | 27  |     |     |     | 5       | 22  | 5   | 8   | 11  | 11    | 6   | 10  | 20  | 12  | 24  | 41     |
| 17   | Parker Johnstone      | DNS | 16  | 24  | 2   | 20  | 11      | 16  | 14  | 5   | 25  | 26    | 18  | 12  | 11  | 11  | 13  | 33     |
| 18   | Robby Gordon          | 3   | 15  | 16  | 13  | 22  | 20      | 17  | 26  | 10  | 18  | 9     | 8   | 18  | 17  | 10  | 15  | 29     |
| 19   | Emerson Fittipaldi    | 13  | 11  | 25  | 20  | 4   | 10      | 4   | 25  | 20  | 22  | 14    | 25  |     |     |     |     | 29     |
| 20   | Eddie Lawson          | 15  | 21  | 7   | 9   | 17  | 6       | 20  | 6   | 15  | 24  | 15    |     |     |     |     |     | 26     |
| 21   | Roberto Moreno        | 27  | 9   | 12  | 8   | 24  | 3       | 25  | 23  | 19  | 14  | 23    | 23  | 23  | 22  | 27  | 12  | 25     |
| 22   | Raul Boesel           | 14  | 7   | 13  | 16  | 21  | 24      | 26  | 8   | 28  | 26  | 24    | 7   | 22  | 14  | 23  | 20  | 17     |
| 23   | Juan Manuel Fangio II | 21  | 17  | 15  | 25  | 25  | 22      | 19  | 18  | 14  | 13  | 28    | 14  | 20  | 8   | 19  | 28  | 5      |
| 24   | Jan Magnussen         |     |     |     |     |     |         |     |     |     |     |       |     | 14  | 26  | 22  | 8   | 5      |
| 25   | Scott Goodyear        | 12  | DNS |     |     |     |         |     |     |     |     | 19    |     |     |     | 9   | 18  | 5      |
| 26   | P.J. Jones            |     |     |     |     |     | Ret.    | 24  | 9   | 24  | 23  | 20    | 16  | 25  | 18  | 13  | 27  | 4      |
| 27   | Max Papis             |     |     |     |     |     |         |     |     |     |     |       |     | 24  | 9   |     | 22  | 4      |
| 28   | Hiro Matsushita       | 18  | 24  | 10  | 28  | 26  | 14      | 28  | 19  | 21  | 17  | 27    | 15  | 19  | 15  | 15  | 23  | 3      |
| 29   | Richie Hearn          |     |     |     | 10  |     |         |     |     |     |     | 25    |     |     |     |     | 17  | 3      |
| 30   | Eliseo Salazar        |     |     |     |     |     |         | 21  |     | 18  |     |       | 11  | 15  |     |     |     | 2      |
| 31   | Davy Jones            |     |     |     |     |     |         |     |     |     |     |       | 12  | 16  | 24  | 14  | 14  | 1      |
| 32   | Marco Greco           | 25  | 12  |     |     |     |         |     |     |     |     |       |     |     |     |     |     | 1      |
| 33   | Carlos Guerrero       | 20  | 20  | 14  |     |     |         |     |     |     |     |       |     |     |     |     |     | 0      |
| 34   | Mike Groff            |     |     |     |     | 14  |         |     |     |     |     |       |     |     |     |     |     | 0      |
| 35   | Jeff Krosnoff         | 22  | 26  | 18  | 26  | 18  | 18      | 18  | 15  | 17  | 16  | 16(1) |     |     |     |     |     | 0      |
| 36   | Teo Fabi              |     |     |     | 18  | 16  | Ret.    |     |     |     |     |       |     |     |     |     |     | 0      |
| 37   | Michel Jourdain Jr.   |     |     |     | 23  |     |         | 23  | DNS | 22  |     |       |     |     |     | 16  | 26  | 0      |
| 38   | Dennis Vitolo         |     |     |     | 17  |     |         |     |     |     |     |       |     |     |     |     |     | 0      |
| 39   | Gary Bettenhausen     |     |     |     |     |     | 21      |     |     |     |     |       |     |     |     |     |     | 0      |
| 40   | Fredrik Ekblom        |     |     |     |     |     | 25      |     |     |     |     |       |     |     |     |     |     | 0      |
| Pos. | Piloto                | MIA | RIO | SUR | LBH | NAZ | USA 500 | MIL | DET | POR | CLE | TOR   | MIC | MDO | ROA | VAN | LAG | Puntos |

| Color          | Result                                             |
| -------------- | -------------------------------------------------- |
| Oro            | Ganador                                            |
| Plata          | Segundo lugar                                      |
| Bronce         | Tercer lugar                                       |
| Verde          | Cuarto y quinto lugar                              |
| Celeste        | 6.º-12.º lugar (terminó la carrera)                |
| Azul oscuro    | Finalizó la carrera fuera del Top 12               |
| Violeta        | No finalizó la carrera                             |
| Rojo           | No se clasificó a la carrera (DNQ)                 |
| Marrón         | Retiro del evento (Ret)                            |
| Negro          | Descalificado (DSQ)                                |
| Blanco         | No comenzó la carrera (DNS)                        |
| Sin color      | No participó (DNP)                                 |
| Negrita        | Pole position                                      |
| Cursiva        | Piloto que hizo la vuelta más rápida de la carrera |
| *              | Piloto con más vueltas lideradas                   |
| Novato del Año |                                                    |
| Novato         |                                                    |

#### Nota
- (1) Jeff Krosnoff murió tras el accidente mortal que sufrió en la prueba disputada en Molson Indy Toronto después de un accidente terrible. Tenía 31 años de edad.

### Sistema de puntuación
Los puntos para la temporada se otorgaron sobre la base de los lugares obtenidos por cada conductor (independientemente de que si el coche está en marcha hasta el final de la carrera):
| Posición | 1  | 2  | 3  | 4  | 5  | 6 | 7 | 8 | 9 | 10 | 11 | 12 |
| Puntos   | 20 | 16 | 14 | 12 | 10 | 8 | 6 | 5 | 4 | 3  | 2  | 1  |

#### Puntos de bonificación
- 1 Punto Para la Pole Position
- 1 Punto por liderar la mayoría de vueltas de la carrera